# Норція
Норція, Нортія (лат. Nortia) — етруська богиня долі, головне місце шанування якої знаходилося у Вольсініях, де в її храмі вбивали цвяхи, за якими рахували роки.
Великий храм богині Нортії в етруській столиці щорічно приваблював прочан: в одну з його стін урочисто вбивався цвях для рахунку років.